# 鲁萨克
鲁萨克（法語：Roussac，法語發音：[ʁusak]）是法国新阿基坦大区上维埃纳省的一个旧市镇，位于该省中北部，属于贝拉克区。2019年，鲁萨克与市镇圣帕尔杜和库兹河畔圣桑福里安合并为新市镇圣帕尔杜勒拉克，鲁萨克为新市镇行政中心。

## 地理
鲁萨克（46°4'40"N, 1°12'5"E）面积24.18 平方千米，位于法国新阿基坦大区上维埃纳省，该省份为法国中西部省份，北起顺时针与安德尔省、克勒兹省、科雷兹省、多爾多涅省、夏朗德省和维埃纳省接壤。
与鲁萨克接壤的市镇（或旧市镇、城区）包括：朗孔、巴勒当、贝尔讷伊、勒比、沙托蓬萨克、楠蒂亚、圣瑞尼安莱孔布、库兹河畔圣桑福里安。
鲁萨克的时区为UTC+01:00、UTC+02:00（夏令时）。

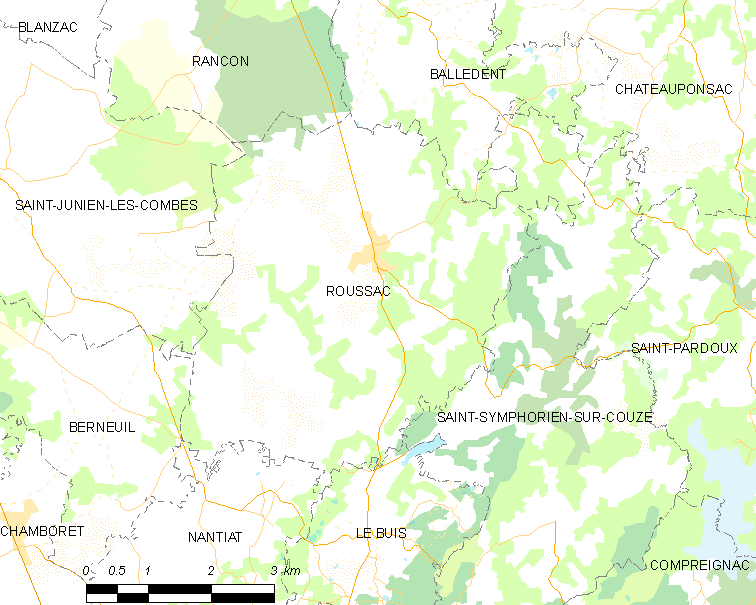
鲁萨克的OSM定位图

## 行政
鲁萨克的邮政编码为87140，INSEE市镇编码为87128。

## 政治
鲁萨克所属的省级选区为贝拉克县。

## 人口

1962-2008年间鲁萨克人口变化图示

鲁萨克于2018年1月1日时的人口数量为453人。